# Proteuxoa mesombra
Proteuxoa mesombra là một loài bướm đêm thuộc họ Noctuidae. Nó được tìm thấy ở Nam Úc.